# Nekrolog Februar 2013
Nekrolog
◄◄
| ◄
| 2009
| 2010
| 2011
| 2012
| 2013 | 2014 | 2015 | 2016 | 2017 | ► | ►►
Januar |
Februar |
März |
April |
Mai |
Juni |
Juli |
August |
September |
Oktober |
November |
Dezember 2013
Weitere Ereignisse | Allgemeiner Nekrolog 2013
Die Beschreibung der verstorbenen Person sollte so kurz wie möglich gehalten sein und nur deren signifikante Tätigkeit(en) enthalten.
Neue Namen ggf. auch unter dem Geburts- und Sterbedatum, also etwa unter 1. Januar und im Geburts- und Sterbejahr (2024) eintragen (nur bei entsprechender großer Wichtigkeit). Für Beispiele siehe die schon vorhandenen Artikel.
Außerdem über die fünf zuletzt Verstorbenen, zu denen es einen ausreichend guten Artikel für eine Präsentation auf der Hauptseite gibt, nach der todesbedingten Überarbeitung der Artikel ggf. auch unter Wikipedia Diskussion:Hauptseite informieren und sie am besten auch in den anderen Wikipedia-Sprachversionen eintragen. Tipp: Regelmäßig bei news.google.de nach „ist tot“, „gestorben“ oder „verstorben“ suchen.
Wenn eine Person gestorben ist, gibt es viele Seiten zu dieser Person in der Wikipedia, die davon auch betroffen sind und entsprechend aktualisiert werden müssen. Beispiele: Namenübersichtsseite, Geburtsjahr, Geburtsort-Seiten und viele mehr.
Wie finde ich die betroffenen Seiten?
Im Suchfeld auf der linken Seite gibt man den Suchbegriff so ein: „Vorname Nachname“. Dann klickt man auf Volltext und alle Seiten mit entsprechendem Suchtext werden aufgerufen. Hier sieht man dann schnell, wo auch das Todesjahr Sinn macht oder sogar ein Teil des Artikels angepasst werden muss. Auch hilft das „Werkzeug“ auf der linken Seite sehr gut, um solche Seiten aufzufinden: „Links auf diese Seite“. Somit ist die Wikipedia wieder aktuell in allen Bereichen! Hinweis: bei Eintragung der Kategorie „Gestorben JAHR“ wird der Missbrauchsfilter 49 ausgelöst, was jedoch nicht schlimm ist. Siehe: Spezial:Missbrauchsfilter/49
Dies ist eine Liste von im Februar 2013 verstorbenen bekannten Persönlichkeiten. Die Einträge erfolgen innerhalb der einzelnen Daten alphabetisch sortiert. Tiere sind im Nekrolog für Tiere zu finden.

## Februar
| Tag         | Name                                      | Beruf, bekannt als                                                                                   | Alter | Beleg                               |
| ----------- | ----------------------------------------- | --- | ----- | ----------------------------------- |
| 1. Februar  | Rudolf Dašek                              | tschechischer Jazzgitarrist                                                                          | 79    | art.ihned.cz                        |
| 1. Februar  | Wladimir Jengibarjan                      | sowjetischer Boxer                                                                                   | 80    | armenpress.am                       |
| 1. Februar  | Ed Koch                                   | US-amerikanischer Politiker                                                                          | 88    | nytimes.com                         |
| 1. Februar  | Fernando Magalhães                        | portugiesischer Journalist                                                                           | 49    | publico.pt                          |
| 1. Februar  | Aase Olesen                               | dänische Politikerin                                                                                 | 78    | [ 1 ]                               |
| 1. Februar  | Robin Sachs                               | britischer Schauspieler                                                                              | 61    | torontosun.com                      |
| 1. Februar  | Ecevit Şanlı                              | türkischer Terrorist                                                                                 | 40    | deutsch-tuerkische-nachrichten.de   |
| 1. Februar  | Dag Schjelderup-Ebbe                      | norwegischer Musikforscher und Komponist                                                             | 86    | idunn.no                            |
| 1. Februar  | Wilhelm Steinmüller                       | deutscher Jurist und Psychotherapeut                                                                 | 78    | blog.beck.de                        |
| 1. Februar  | Aurelio Teno                              | spanischer Bildhauer                                                                                 | 84    | cultura.elpais.com                  |
| 1. Februar  | Herman Verbeek                            | niederländischer Politiker                                                                           | 76    | dvhn.nl                             |
| 1. Februar  | Cecil Womack                              | US-amerikanischer Musiker                                                                            | 65    | naturallymoi.com                    |
| 2. Februar  | Abraham Iyambo                            | namibischer Politiker                                                                                | 52    | web.archive.org                     |
| 2. Februar  | Maria Brück                               | deutsche Malerin                                                                                     | 99    | swp.de                              |
| 2. Februar  | John Barry Dawson                         | britischer Geologe                                                                                   | 80    | scotsman.com                        |
| 2. Februar  | John Kerr                                 | US-amerikanischer Schauspieler                                                                       | 81    | variety.com                         |
| 2. Februar  | Werner Klinner                            | deutscher Herzchirurg                                                                                | 89    | sz-ms.vrsmedia-trauerportal.de      |
| 2. Februar  | Chris Kyle                                | US-amerikanischer Scharfschütze                                                                      | 38    | spiegel.de                          |
| 2. Februar  | Carlos M. Luis                            | kubanischer Schriftsteller und Kulturkritiker                                                        | 80    | elnuevoherald.com                   |
| 2. Februar  | Necdet Menzir                             | türkischer Politiker                                                                                 | 69    | hurriyet.com.tr                     |
| 2. Februar  | Lino Oviedo                               | paraguayischer Militär und Politiker                                                                 | 69    | derstandard.at                      |
| 2. Februar  | Walter Salmen                             | deutscher Musikwissenschaftler                                                                       | 86    | tt.com                              |
| 2. Februar  | P. Shanmugam                              | indischer Politiker                                                                                  | 85    | indianexpress.com                   |
| 2. Februar  | Erich Steingräber                         | deutscher Kunsthistoriker                                                                            | 90    | trauer.sueddeutsche.de              |
| 3. Februar  | Wolfgang Abraham                          | deutscher Fußballspieler                                                                             | 71    | 1.fc-magdeburg.de                   |
| 3. Februar  | György Ádám                               | ungarischer Mediziner und Hochschulrektor                                                            | 90    | mta.hu                              |
| 3. Februar  | Cardiss Collins                           | US-amerikanische Politikerin                                                                         | 81    | nytimes.com                         |
| 3. Februar  | John Michael D’Arcy                       | US-amerikanischer Bischof                                                                            | 80    | fox28.com                           |
| 3. Februar  | Joseph O. Egerega                         | nigerianischer Bischof                                                                               | 72    | catholic-hierarchy.org              |
| 3. Februar  | Oskar Felzman                             | russischer Komponist                                                                                 | 91    | itar-tass.com                       |
| 3. Februar  | Lothar Fischer                            | deutscher Politiker                                                                                  | 70    | saarbruecker-zeitung.de             |
| 3. Februar  | Hermine Gheri                             | österreichische Physikerin                                                                           | 94    |                                     |
| 3. Februar  | Peter Gilmore                             | britischer Schauspieler                                                                              | 81    | theguardian.com                     |
| 3. Februar  | Josef Heigl                               | deutscher Theologe                                                                                   | 59    | augsburger-allgemeine.de            |
| 3. Februar  | Árpád Miklós                              | ungarischer Pornodarsteller                                                                          | 45    | queerty.com                         |
| 3. Februar  | André Jarmuszkiewicz                      | deutscher Fußballspieler                                                                             | 53    | web.archive.org                     |
| 3. Februar  | Zlatko Papec                              | jugoslawischer Fußballspieler                                                                        | 79    | 24sata.hr                           |
| 3. Februar  | José Manuel Prostes da Fonseca            | portugiesischer Politiker                                                                            | 79    | publico.pt                          |
| 3. Februar  | Ignace Baguibassa Sambar-Talkena          | togolesischer Bischof                                                                                | 77    | [ 2 ]                               |
| 3. Februar  | Jam Mohammad Yousaf                       | pakistanischer Politiker                                                                             | 58    | dawn.com                            |
| 4. Februar  | Donald Byrd                               | US-amerikanischer Jazz-Trompeter                                                                     | 80    | pitchfork.com                       |
| 4. Februar  | Julian Basílico Coco                      | curaçaoischer Gitarrist                                                                              | 89    | versgeperst.com                     |
| 4. Februar  | Cyl Gallindo                              | brasilianischer Soziologe und Journalist                                                             | 77    | diariodepernambuco.com.br           |
| 4. Februar  | Pat Halcox                                | britischer Jazz-Trompeter                                                                            | 82    | telegraph.co.uk                     |
| 4. Februar  | Hildegard Hendrichs                       | deutsche Bildhauerin, Schriftstellerin und Komponistin                                               | 89    | bistum-erfurt.de                    |
| 4. Februar  | Fred Jacobson                             | deutscher Maler und Grafiker                                                                         | 91    | web.archive.org                     |
| 4. Februar  | Horst Jährling                            | deutscher Künstler                                                                                   | 90    | meinanzeiger.de                     |
| 4. Februar  | John Baptist Liu Jingshan                 | chinesischer Bischof                                                                                 | 99    | kerknieuws.nl                       |
| 4. Februar  | Theresia van der Pant                     | niederländische Bildhauerin                                                                          | 88    | ad.nl                               |
| 4. Februar  | Reg Presley                               | britischer Sänger und Songwriter                                                                     | 71    | spiegel.de                          |
| 4. Februar  | Fritz Utzeri                              | brasilianischer Journalist                                                                           | 68    | jb.com.br                           |
| 4. Februar  | Guntram Wolf                              | deutscher Instrumentenbauer                                                                          | 77    | trauer.infranken.de                 |
| 4. Februar  | Jim Lee Dykes                             | US-amerikanischer Kindesentführer, Geiselnehmer und Mörder                                           | 65    | welt.de                             |
| 5. Februar  | Antonino Baptista                         | portugiesischerRadrennfahrer                                                                         | 79    |                                     |
| 5. Februar  | Doug Bing                                 | englischer Fußballspieler                                                                            | 84    |                                     |
| 5. Februar  | Stuart Freeborn                           | britischer Maskenbildner                                                                             | 98    | welt.de                             |
| 5. Februar  | Reinaldo Gargano                          | uruguayischer Politiker                                                                              | 78    | montevideo.com.uy                   |
| 5. Februar  | Gerry Hambling                            | britischer Filmeditor                                                                                | 86    | thewrap.com                         |
| 5. Februar  | Egil Hovland                              | norwegischer Komponist                                                                               | 88    | aftenposten.no                      |
| 5. Februar  | Hans L. Ewaldsen                          | deutscher Industriemanager                                                                           | 89    | doolia.de                           |
| 5. Februar  | Joseph Madec                              | französischer Bischof                                                                                | 89    | diocese-frejus-toulon.com           |
| 5. Februar  | Dietrich Manicke                          | deutscher Komponist und Musiktheoretiker                                                             | 89    | lz-trauer.de                        |
| 5. Februar  | Leda Milewa                               | bulgarische Autorin, Übersetzerin und Diplomatin                                                     | 93    | vesti.bg                            |
| 5. Februar  | Asbury H. Sallenger                       | US-amerikanischer Küstengeologe                                                                      | 63    | nytimes.com                         |
| 5. Februar  | Juri Skokow                               | russischer Politiker                                                                                 | 74    | top.rbc.ru                          |
| 5. Februar  | Paul Tanner                               | US-amerikanischer Jazzmusiker                                                                        | 95    | web.archive.org                     |
| 5. Februar  | Klaus Wyrtki                              | deutsch-US-amerikanischer Ozeanograf                                                                 | 87    | doi:10.1002/2013EO210009            |
| 6. Februar  | Doğan Andaç                               | türkischer Fußballtrainer und -funktionär                                                            | 90    | tff.org                             |
| 6. Februar  | Chokri Belaïd                             | tunesischer Politiker                                                                                | 48    | bbc.co.uk                           |
| 6. Februar  | Claus-Dieter Reuther                      | deutscher Geologe und Hochschullehrer                                                                | ~66   | archive.today                       |
| 6. Februar  | Roland Dellsperger                        | Schweizer Eishockeyspieler                                                                           | 65    | bernerzeitung.ch                    |
| 6. Februar  | Max Josef Dietlein                        | deutscher Richter                                                                                    | 82    | [ 3 ]                               |
| 6. Februar  | Miguel Ángel Ferriz                       | mexikanischer Schauspieler                                                                           | 62    | mx.hola.com                         |
| 6. Februar  | Fabio Frittelli                           | italienischer Musiker                                                                                | 46    | udine20.it                          |
| 6. Februar  | Gudrun Genest                             | deutsche Schauspielerin                                                                              | 98    | trauerportal.morgenpost.de          |
| 6. Februar  | Arthé Guimond                             | kanadischer Erzbischof                                                                               | 81    | catholic-hierarchy.org              |
| 6. Februar  | Michel Guiomar                            | französischer Philosoph und Schriftsteller                                                           | 91    | sites.radiofrance.fr                |
| 6. Februar  | Eddy Marron                               | deutscher Gitarrist                                                                                  | 75    | diregarden.com                      |
| 6. Februar  | Alden Mason                               | US-amerikanischer Künstler                                                                           | 93    | seattletimes.com                    |
| 6. Februar  | David Wells Morgan                        | US-amerikanischer Romanist und Neolatinist                                                           | 53    |                                     |
| 6. Februar  | Ellen van der Ploeg                       | niederländisches Opfer und Zeitzeugin von Zwangsprostitution                                         | 90    |                                     |
| 6. Februar  | Gerhard Podskalsky                        | deutscher Byzantinist und Slawist                                                                    | 75    |                                     |
| 6. Februar  | Marvin Spevack                            | US-amerikanischer Anglist und Hochschullehrer                                                        | 85    |                                     |
| 6. Februar  | Douglas Joseph Warren                     | australischer Bischof                                                                                | 93    | catholic-hierarchy.org              |
| 6. Februar  | Erhard Wolfkühler                         | deutscher Politiker                                                                                  | 69    | tageblatt-trauer.de                 |
| 7. Februar  | Ruth Baumgarte                            | deutsche Malerin und Galeristin                                                                      | 89    | samuelis-baumgarte.com              |
| 7. Februar  | Olga Cicanci                              | rumänische Neogräzistin, Historikerin und Paläographin                                               | 72    | eens.org                            |
| 7. Februar  | Roscoe Chenier                            | US-amerikanischer Bluesmusiker                                                                       | 71    | web.archive.org                     |
| 7. Februar  | Waldemar Croon                            | deutscher Tuchfabrikant und Unternehmer                                                              | 96    | aachen-gedenkt.de                   |
| 7. Februar  | Menachem Elon                             | israelischer Jurist                                                                                  | 89    | ynetnews.com                        |
| 7. Februar  | Wolfgang Herber                           | deutscher Kommunalpolitiker und Heimatforscher                                                       | 63    | facebook.com                        |
| 7. Februar  | William Anthony Hughes                    | US-amerikanischer Bischof                                                                            | 91    | news.cincinnati.com                 |
| 7. Februar  | Trudi Hürlimann                           | Schweizer Künstlerin                                                                                 | 94    |                                     |
| 7. Februar  | Siegfried Kessler                         | deutscher Fußballtorwart                                                                             | 71    |                                     |
| 7. Februar  | Howard Lassoff                            | US-amerikanisch-israelischer Basketballspieler                                                       | 57    | articles.philly.com                 |
| 7. Februar  | Jochen-Wolfgang Meyn                      | deutscher Schauspieler und Hörspielsprecher                                                          | 80    | trauer.abendblatt.de                |
| 7. Februar  | Renate Möbius                             | deutsche Politikerin                                                                                 | 61    | web.archive.org                     |
| 7. Februar  | Amedeus Msarikie                          | tansanischer Bischof                                                                                 | 81    | catholic-hierarchy.org              |
| 7. Februar  | Klaus Munro                               | deutscher Komponist                                                                                  | 85    | musikmarkt.de                       |
| 7. Februar  | Krsto Papić                               | jugoslawischer bzw. kroatischer Regisseur                                                            | 79    | vecernji.hr                         |
| 7. Februar  | Roman Rogocz                              | polnischer Fußballspieler und -trainer                                                               | 86    | lechia.pl                           |
| 7. Februar  | Horst Scholtz                             | deutscher Politiker und Sportfunktionär                                                              | 88    | admv.de                             |
| 7. Februar  | Peter Steen                               | dänischer Schauspieler                                                                               | 77    | nyhederne.tv2.dk                    |
| 7. Februar  | Elvi Svendsen                             | dänische Schwimmerin                                                                                 | 93    |                                     |
| 7. Februar  | Jürgen Untermann                          | deutscher Linguist, Philologe und Epigraphiker                                                       | 84    | indogermanistik.org                 |
| 7. Februar  | Antonie Wlosok                            | deutsche Klassische Philologin                                                                       | 82    | klassphil.uni-mainz.de              |
| 8. Februar  | Chris Brinker                             | US-amerikanischer Filmproduzent und -regisseur                                                       | 42    | radaronline.com                     |
| 8. Februar  | Giovanni Cheli                            | italienischer Diplomat und Kurienkardinal                                                            | 94    | news.va                             |
| 8. Februar  | James DePreist                            | US-amerikanischer Dirigent                                                                           | 76    | npr.org                             |
| 8. Februar  | Zbigniew Doda                             | polnischer Schachspieler                                                                             | 81    | otsz.inten.pl                       |
| 8. Februar  | Maureen Dragone                           | US-amerikanische Journalistin und Autorin                                                            | 93    | variety.com                         |
| 8. Februar  | Jürgen Fangmeier                          | deutscher Theologe                                                                                   | 81    | evangelisch-wuppertal.de            |
| 8. Februar  | Zita Hitz                                 | deutsche Schauspielerin                                                                              | 87    |                                     |
| 8. Februar  | Alfons Holte                              | deutscher Sänger (Bariton)                                                                           | 89    | solinger-tageblatt.de               |
| 8. Februar  | Kurt Hübner                               | deutscher Philosoph und Wissenschaftstheoretiker                                                     | 91    | stern.de                            |
| 8. Februar  | Motsapi Moorosi                           | lesothischer Leichtathlet                                                                            | 67    |                                     |
| 8. Februar  | Felix Mussil                              | deutscher Karikaturist                                                                               | 92    | [ 4 ]                               |
| 8. Februar  | Funmilola Ogundana                        | nigerianische Sprinterin                                                                             | 32    |                                     |
| 8. Februar  | Renato Olivieri                           | italienischer Schriftsteller                                                                         | 87    | milanotoday.it                      |
| 8. Februar  | Klaus Rohmeyer                            | deutscher Fotograf                                                                                   | 83    | weser-kurier.de                     |
| 8. Februar  | Friedrich Schenker                        | deutscher Komponist                                                                                  | 70    | kurier.at                           |
| 8. Februar  | Dieter Schütte                            | deutscher Verleger                                                                                   | 89    | mz.de                               |
| 8. Februar  | Alan Sharp                                | britischer Drehbuchautor                                                                             | 79    | hollywoodreporter.com               |
| 8. Februar  | William Smith                             | US-amerikanischer Schwimmer                                                                          | 88    | quickreads.staradvertiserblogs.com  |
| 8. Februar  | Josif Tatić                               | jugoslawischer bzw. serbischer Schauspieler                                                          | 66    | pulsonline.rs                       |
| 9. Februar  | Richard Artschwager                       | US-amerikanischer Künstler                                                                           | 89    | galleristny.com                     |
| 9. Februar  | Ulf Bichel                                | deutscher Sprach- und Literaturwissenschaftler                                                       | 87    | [ 5 ]                               |
| 9. Februar  | Domingos Paschoal Cegalla                 | brasilianischer Sprachwissenschaftler und Schriftsteller                                             | 92    | diariocatarinense.clicrbs.com.br    |
| 9. Februar  | Fritz Dahlem                              | deutscher Kommunalpolitiker                                                                          | 91    | allgemeine-zeitung.de               |
| 9. Februar  | Keiko Fukuda                              | US-amerikanisch-japanische Judoka                                                                    | 99    | usjf.com                            |
| 9. Februar  | Bill Irwin                                | kanadischer Skisportler                                                                              | 92    | web.archive.org                     |
| 9. Februar  | Leo von Knobelsdorff                      | deutscher Jazzpianist und Tontechniker                                                               | 81    | boogie-online.de                    |
| 9. Februar  | Udo Kultermann                            | deutscher Kunsthistoriker                                                                            | 85    | [ 6 ]                               |
| 9. Februar  | Marjosch                                  | deutscher Maler                                                                                      | 74    | stuttgart-gedenkt.de                |
| 9. Februar  | Hartmut Nöldeke                           | deutscher Mediziner und Autor                                                                        | 87    | [ 7 ]                               |
| 9. Februar  | Afzal Guru                                | indischer Terrorist                                                                                  | 43    | ndtv.com                            |
| 9. Februar  | Akiva Orr                                 | israelischer Schriftsteller und Aktivist                                                             | 82    | gegenwarten.wordpress.com           |
| 9. Februar  | Jutta Spinner                             | deutsche Künstlerin                                                                                  | 66    |                                     |
| 9. Februar  | João Van-Dúnem                            | angolanischer Journalist                                                                             | 60    | africa21digital.com                 |
| 9. Februar  | Katharina Wolpe                           | britische Pianistin                                                                                  | 81    | theguardian.com                     |
| 10. Februar | William Stewart Alexander                 | neuseeländischer Mediziner                                                                           | 93    | mcnz.org.nz                         |
| 10. Februar | Max Bolliger                              | Schweizer Schriftsteller und Kinderbuchautor                                                         | 83    | boersenblatt.net                    |
| 10. Februar | Frank Farrelly                            | US-amerikanischer Psychologe                                                                         | 81    | host.madison.com                    |
| 10. Februar | János Sándor Petöfi                       | deutsch-ungarischer Linguist und Literaturwissenschaftler                                            | 82    | ekvv.uni-bielefeld.de               |
| 10. Februar | Manfred Schulz                            | deutscher Chemiker und Hochschullehrer                                                               | 82    |                                     |
| 10. Februar | Gerd-Eckhardt Schuster                    | deutscher Politiker                                                                                  | 75    | [ 8 ]                               |
| 10. Februar | Eugenio Trías                             | spanischer Philosoph                                                                                 | 70    | cultura.elpais.com                  |
| 10. Februar | Petro Vlahos                              | US-amerikanischer Filmtechniker                                                                      | 96    | hollywoodreporter.com               |
| 10. Februar | Hilde Weström                             | deutsche Architektin                                                                                 | 100   | kunstmarkt.com                      |
| 10. Februar | Zhuang Zedong                             | chinesischer Tischtennisspieler                                                                      | 72    | tagesspiegel.de                     |
| 11. Februar | Mark Balelo                               | US-amerikanischer Schauspieler                                                                       | 40    | tmz.com                             |
| 11. Februar | Jim Boatwright                            | US-amerikanisch-israelischer Basketballspieler                                                       | 61    | sltrib.com                          |
| 11. Februar | Oswaldo Brenes Álvarez                    | costa-ricanischer Bischof                                                                            | 70    | radiosantaclara.cr                  |
| 11. Februar | Kelefa Diallo                             | guineischer General                                                                                  | ?     | aljazeera.com                       |
| 11. Februar | Trevor Grills                             | britischer Shanty-Sänger                                                                             | 54    | independent.co.uk                   |
| 11. Februar | Kevin Gray                                | US-amerikanischer Schauspieler                                                                       | 54    | broadwayworld.com                   |
| 11. Februar | Richard Hill                              | britischer Adliger und Politiker                                                                     | 81    | peeragenews.blogspot.de             |
| 11. Februar | Jacques Hoyaux                            | belgischer Politiker                                                                                 | 82    | hln.be                              |
| 11. Februar | Rick Huxley                               | britischer Musiker                                                                                   | 72    | bbc.co.uk                           |
| 11. Februar | Teodor Lucuță                             | rumänischer Fußballspieler                                                                           | 57    | gsp.ro                              |
| 11. Februar | Neville McCook                            | jamaikanischer Sportfunktionär                                                                       | 73    | jamaica-gleaner.com                 |
| 11. Februar | Krzysztof Michalski                       | polnischer Philosoph                                                                                 | 64    | salzburg.com                        |
| 11. Februar | Guntram Palm                              | deutscher Politiker                                                                                  | 81    | welt.de                             |
| 11. Februar | Wilhelm Pritzkow                          | deutscher Chemiker und Hochschullehrer                                                               | 84    |                                     |
| 11. Februar | Josef Quadflieg                           | deutscher Schauspieler und Hörspielsprecher                                                          | 79    | aachen-gedenkt.de                   |
| 11. Februar | Erik Quistgaard                           | dänischer Ingenieur                                                                                  | 91    | esa.int                             |
| 11. Februar | Bernhard Riedel                           | deutscher Leichtathletiktrainer                                                                      | 73    | sz-trauer.de                        |
| 11. Februar | Jean Savary                               | Schweizer Politiker                                                                                  | 82    | schweizerbauer.ch                   |
| 11. Februar | Max Schlup                                | Schweizer Architekt                                                                                  | 95    | bielertagblatt.ch                   |
| 11. Februar | Frank Seator                              | liberianischer Fußballspieler                                                                        | 37    | web.archive.org                     |
| 11. Februar | Hubert Weber                              | deutscher Maler und Bildhauer                                                                        | 92    | infranken.de                        |
| 11. Februar | Rem Wjachirew                             | russischer Manager                                                                                   | 78    | mk.ru                               |
| 11. Februar | Detlef Wolf                               | deutscher Geodät und Geophysiker                                                                     | 61    | web.archive.org                     |
| 12. Februar | Tekin Akmansoy                            | türkischer Schauspieler, Drehbuchautor und Regisseur                                                 | 89    | aa.com.tr                           |
| 12. Februar | Dave Borthwick                            | britischer Animator, Regisseur und Filmeditor                                                        | 65    | theguardian.com                     |
| 12. Februar | Barnaby Conrad                            | US-amerikanischer Autor                                                                              | 90    | telegraph.co.uk                     |
| 12. Februar | Konrad Cramer                             | deutscher Philosoph                                                                                  | 79    | [ 9 ]                               |
| 12. Februar | Christopher Dorner                        | US-amerikanischer Polizeibeamter                                                                     | 33    | abcnews.go.com                      |
| 12. Februar | Rudolf Hantschel                          | deutscher Glasgestalter                                                                              | 85    |                                     |
| 12. Februar | Liesel Hartenstein                        | deutsche Politikerin                                                                                 | 84    | stuttgarter-nachrichten.de          |
| 12. Februar | Horst Mendelsohn                          | deutscher Theaterschauspieler                                                                        | 83    | sz-trauer.de                        |
| 12. Februar | Gerd Puls                                 | deutscher Dirigent, Chorleiter und Generalmusikdirektor                                              | 86    |                                     |
| 12. Februar | C. R. Krishnaswamy Rao                    | indischer Verwaltungsbeamter (Padma Vibhushan)                                                       | 86    | thehindu.com                        |
| 12. Februar | Kurt Redel                                | deutscher Flötist und Dirigent                                                                       | 94    | sz-ms.vrsmedia-trauerportal.de      |
| 12. Februar | Wolfgang Richter                          | deutscher Physiker                                                                                   | 73    | [ 10 ]                              |
| 12. Februar | Josef Schrenk                             | deutscher Philologe                                                                                  | 93    | sz-ms.vrsmedia-trauerportal.de      |
| 12. Februar | Werner „Mollo“ Schumacher                 | deutscher Fußballspieler und -trainer                                                                | 77    | come-on.de                          |
| 12. Februar | Yasushi Takahashi                         | japanischer Physiker                                                                                 | 88    | legacy.com                          |
| 12. Februar | Reginald Turnill                          | britischer Luft- und Raumfahrt-Korrespondent und Autor                                               | 97    | bbc.co.uk                           |
| 12. Februar | Hennadij Udowenko                         | ukrainischer Politiker                                                                               | 81    | korrespondent.net                   |
| 13. Februar | Hilja Aaltonen                            | finnische Dichterin                                                                                  | 105   | kotimaa24.fi                        |
| 13. Februar | Gabriele Basilico                         | italienischer Fotograf                                                                               | 68    | theguardian.com                     |
| 13. Februar | Verena Bürgi                              | Schweizer Politikerin                                                                                | 63    | nzz.ch                              |
| 13. Februar | Radka Donnell                             | deutschsprachige Lyrikerin                                                                           | 84    | nzz.ch                              |
| 13. Februar | Bruno Grigore                             | rumänischer Fußballspieler und -trainer                                                              | 62    | frf.ro                              |
| 13. Februar | Felix Helbig                              | deutscher Journalist                                                                                 | 32    | [ 11 ]                              |
| 13. Februar | Pieter Kooijmans                          | niederländischer Jurist und Politiker                                                                | 79    | nu.nl                               |
| 13. Februar | Oswald LeWinter                           | US-amerikanischer Schriftsteller und Hochstapler                                                     | 81    | thetandd.com                        |
| 13. Februar | Bruno Orzykowski                          | deutscher Politiker                                                                                  | 89    | archive.today                       |
| 13. Februar | Carlos Martins Pereira                    | portugiesischer Maler und Autor                                                                      | 75    | dn.pt                               |
| 13. Februar | Don Scott                                 | britischer Boxer                                                                                     | 84    | thisisderbyshire.co.uk              |
| 13. Februar | Christian Semler                          | deutscher Journalist                                                                                 | 74    | spiegel.de                          |
| 13. Februar | Ákos Seress                               | ungarischer Mathematiker                                                                             | 54    |                                     |
| 13. Februar | Nikolai Uraltsev                          | russischer Physiker                                                                                  | 55    | uni-siegen.de                       |
| 13. Februar | Stefan Wigger                             | deutscher Schauspieler                                                                               | 80    | welt.de                             |
| 13. Februar | Georges Wohlfart                          | luxemburgischer Sportmediziner und Politiker                                                         | 62    | wort.lu                             |
| 13. Februar | Tibor Zsíros                              | ungarischer Basketballspieler                                                                        | 82    | nemzetisport.hu                     |
| 13. Februar | Rita Ridley                               | britische Leichtathletin                                                                             | 66    |                                     |
| 14. Februar | Mary Brave Bird                           | US-amerikanische Aktivistin                                                                          | 58    | nativenewsnetwork.com               |
| 14. Februar | Richard J. Collins                        | US-amerikanischer Drehbuchautor und Filmproduzent                                                    | 98    | latimes.com                         |
| 14. Februar | Luis Cruzado                              | peruanischer Fußballspieler                                                                          | 71    | peru21.pe                           |
| 14. Februar | Tim Dog                                   | US-amerikanischer Rapper                                                                             | 46    | theboombox.com                      |
| 14. Februar | José Manuel Duarte Vieira                 | portugiesischer Manager und Behördenleiter                                                           | 60    | sol.sapo.pt                         |
| 14. Februar | Ronald Dworkin                            | US-amerikanischer Philosoph                                                                          | 81    | spiegel.de                          |
| 14. Februar | Ulrich Grosser                            | deutscher Musiker und Musikpädagoge                                                                  | 67    | wn-trauer.de                        |
| 14. Februar | Aleksander Gudzowaty                      | polnischer Unternehmer                                                                               | 74    | wyborcza.pl                         |
| 14. Februar | Goldie Harvey                             | nigerianische Sängerin                                                                               | 29    | hollywoodreporter.com               |
| 14. Februar | Anselm Hertz                              | deutscher Geistlicher                                                                                | 88    | dominikaner-hamburg.de              |
| 14. Februar | Fernando Lyra                             | brasilianischer Politiker                                                                            | 74    | oglobo.globo.com                    |
| 14. Februar | George „Shadow“ Morton                    | US-amerikanischer Musikproduzent und Songwriter                                                      | 71    | [ 12 ]                              |
| 14. Februar | Mineo Nakajima                            | japanischer Soziologe                                                                                | 76    | ajw.asahi.com                       |
| 14. Februar | Friedrich Neznansky                       | russischer Schriftsteller                                                                            | 80    |                                     |
| 14. Februar | Viktoria Schmidt-Linsenhoff               | deutsche Kunsthistorikerin                                                                           | 68    | sz-ms.vrsmedia-trauerportal.de      |
| 14. Februar | Reeva Steenkamp                           | südafrikanische Moderatorin und Model                                                                | 29    | spiegel.de                          |
| 14. Februar | Erich Wünsch                              | deutscher Chemiker                                                                                   | 89    | sz-ms.vrsmedia-trauerportal.de      |
| 14. Februar | Zdeněk Zikán                              | tschechoslowakischer Fußballspieler                                                                  | 75    | fchk.cz                             |
| 15. Februar | Immanuel Broser                           | deutscher Physiker                                                                                   | 88    | [ 13 ]                              |
| 15. Februar | Hector Catling                            | britischer Archäologe                                                                                | 88    | telegraph.co.uk                     |
| 15. Februar | Pat Derby                                 | US-amerikanische Filmtiertrainerin                                                                   | 69    | t-online.de                         |
| 15. Februar | Hans Georg Emde                           | deutscher Politiker                                                                                  | 93    | trauer.sueddeutsche.de              |
| 15. Februar | Francisco Fellove                         | kubanischer Sänger und Komponist                                                                     | 89    |                                     |
| 15. Februar | Liselotte Landbeck                        | österreichische Eiskunstläuferin                                                                     | 97    |                                     |
| 15. Februar | Pepe Loeches                              | spanischer Musiker und Produzent                                                                     | 66    | hispasonic.com                      |
| 15. Februar | Helmut Möller                             | deutscher Volkskundler                                                                               | 86    | gt-trauer.de                        |
| 15. Februar | Giovanni Narcis Hakkenberg                | niederländischer Marineinfanterist                                                                   | 89    | mariniersmuseum.nl                  |
| 15. Februar | Carmelo Imbriani                          | italienischer Fußballspieler und -trainer                                                            | 37    | lastampa.it                         |
| 15. Februar | Sanan Kachornprasart                      | thailändischer General und Politiker                                                                 | 78    | bangkokpost.com                     |
| 15. Februar | Iwan Kasanez                              | sowjetischer Politiker                                                                               | 94    | interfax.com.ua                     |
| 15. Februar | Dietrich Kittner                          | deutscher Kabarettist                                                                                | 77    | waz-online.de                       |
| 15. Februar | Michael Hofmeister                        | deutscher Mathematiker und Hochschullehrer                                                           | 55    | mso.math.fau.de                     |
| 15. Februar | Todor Kolew                               | bulgarischer Schauspieler                                                                            | 73    | focus-fen.net                       |
| 15. Februar | Manfred Mutz                              | deutscher Politiker                                                                                  | 68    | giessener-allgemeine.de             |
| 15. Februar | Dennis Palmer                             | US-amerikanischer Improvisationsmusiker                                                              | 55    | timesfreepress.com                  |
| 15. Februar | Sauveur Rodriguez                         | französischer Fußballspieler und -trainer                                                            | 92    | leparisien.fr                       |
| 15. Februar | Branford Taitt                            | barbadischer Politiker                                                                               | 74    | rulers.org                          |
| 15. Februar | Sálvio de Figueiredo Teixeira             | brasilianischer Jurist                                                                               | 73    | conjur.com.br                       |
| 16. Februar | Dimitrios Anninos                         | griechischer Diplomat                                                                                |       | expresso.sapo.pt                    |
| 16. Februar | Harry Maximilian Buchberger               | deutscher Silber- und Goldschmied sowie Bildhauer, Medailleur und Stiftungs-Gründer                  | 89    |                                     |
| 16. Februar | Noureddine Dahmani                        | tunesischer Handballspieler                                                                          | 41    | midilibre.fr                        |
| 16. Februar | Eric Ericson                              | schwedischer Dirigent und Chorleiter                                                                 | 94    | sverigesradio.se                    |
| 16. Februar | Charlotte Fell                            | deutsche Unternehmerin                                                                               | 84    | sz-ms.vrsmedia-trauerportal.de      |
| 16. Februar | Charlotte Garbe                           | deutsche Politikerin                                                                                 | 83    | twitter.com                         |
| 16. Februar | Enio Girolami                             | italienischer Schauspieler                                                                           | 78    | ansa.it                             |
| 16. Februar | Theodore S. Hamerow                       | US-amerikanischer Historiker                                                                         | 92    | historians.org                      |
| 16. Februar | Eckart Kroneberg                          | deutscher Schriftsteller                                                                             | 82    | thueringer-literaturrat.de          |
| 16. Februar | Joachim Linck                             | deutscher Jurist und Publizist                                                                       | 72    | thueringen.mehr-demokratie.de       |
| 16. Februar | Grigori Pomeranz                          | russischer Philosoph und Kulturtheoretiker                                                           | 94    | web.archive.org                     |
| 16. Februar | Julian Radulski                           | bulgarischer Schachspieler                                                                           | 40    | [ 14 ]                              |
| 16. Februar | Dumitru Sechelariu                        | rumänischer Geschäftsmann und Politiker                                                              | 54    | adevarul.ro                         |
| 16. Februar | Tony Sheridan                             | britischer Musiker                                                                                   | 72    | spiegel.de                          |
| 16. Februar | Harald Siepermann                         | deutscher Trickfilm- und Comiczeichner                                                               | 50    | derwesten.de                        |
| 16. Februar | Wolf Sturm                                | deutscher Mediziner                                                                                  | 91    | volksstimme.de                      |
| 16. Februar | Jesús Ramón Martínez de Ezquerecocha Suso | spanischer Bischof                                                                                   | 77    | elcorreo.com                        |
| 16. Februar | Marifé de Triana                          | spanische Sängerin und Schauspielerin                                                                | 76    | [ 15 ]                              |
| 16. Februar | Udo Undeutsch                             | deutscher Psychologe                                                                                 | 95    | hf.uni-koeln.de                     |
| 16. Februar | Markus Zürcher                            | Schweizer Künstler                                                                                   | 66    | derbund.ch                          |
| 17. Februar | Derek Batey                               | britischer Fernsehmoderator                                                                          | 84    | bbc.co.uk                           |
| 17. Februar | Victor Bill                               | angolanischer Musiker                                                                                | 38    | [ 16 ]                              |
| 17. Februar | Karla Borsky-Tausch                       | deutsche Politikerin                                                                                 | 62    | spd-reinickendorf-fraktion.de       |
| 17. Februar | Richard Briers                            | britischer Schauspieler                                                                              | 79    | bbc.co.uk                           |
| 17. Februar | Silvio de Capitani                        | Schweizer Politiker                                                                                  | 87    | parlament.ch                        |
| 17. Februar | Nuno Felício                              | portugiesischer Journalist                                                                           | 38    | rtp.pt                              |
| 17. Februar | André Gingras                             | kanadischer Tänzer und Choreograph                                                                   | 46    | volkskrant.nl                       |
| 17. Februar | Gerald Hinteregger                        | österreichischer Diplomat                                                                            | 84    |                                     |
| 17. Februar | Shmulik Kraus                             | israelischer Schauspieler, Pop-Rock-Sänger und Komponist                                             | 77    | ynetnews.com                        |
| 17. Februar | Georg Luck                                | schweizerisch-US-amerikanischer klassischer Philologe                                                | 87    | legacy.com                          |
| 17. Februar | Mindy McCready                            | US-amerikanische Country-Pop-Sängerin                                                                | 37    | bbc.co.uk                           |
| 17. Februar | Wolfgang Mehnert                          | deutscher Erziehungswissenschaftler                                                                  | 84    |                                     |
| 18. Februar | Kevin Ayers                               | britischer Rockmusiker und Songwriter                                                                | 68    | t-online.de                         |
| 18. Februar | Otto Beisheim                             | deutsch-schweizerischer Unternehmer                                                                  | 89    | spiegel.de                          |
| 18. Februar | Achim Brankačk                            | sorbischer Chorleiter und Autor                                                                      | 86    | [ 17 ]                              |
| 18. Februar | Guy van Branteghem                        | belgischer Badmintonspieler                                                                          | 81    | inmemoriam.be                       |
| 18. Februar | Jerry Buss                                | US-amerikanischer Unternehmer und Basketballfunktionär                                               | 80    | handelsblatt.com                    |
| 18. Februar | Jean Collomb                              | französischer Kameramann und Kurzfilmregisseur                                                       | 90    | cinefiltours37.fr                   |
| 18. Februar | Basilius Doppelfeld                       | deutscher Benediktinerpater                                                                          | 69    |                                     |
| 18. Februar | Barbara Firth                             | britische Kinderbuchillustratorin                                                                    | 84    | theguardian.com                     |
| 18. Februar | Elspet Jean Gray, Baroness Rix            | schottische Schauspielerin                                                                           | 83    | itv.com                             |
| 18. Februar | Florian Hansen                            | deutscher American-Football-Spieler                                                                  | 20    | web.archive.org                     |
| 18. Februar | Damon Harris                              | US-amerikanischer Soul- und R&B-Sänger                                                               | 62    | stlamerican.com                     |
| 18. Februar | Godfrey Hewitt                            | britischer Evolutionsbiologe                                                                         | 73    | telegraph.co.uk                     |
| 18. Februar | Chieko Honda                              | japanische Synchronsprecherin                                                                        | 49    | cinematoday.jp                      |
| 18. Februar | James Irvine                              | britischer Designer                                                                                  | 54    | davidreport.com                     |
| 18. Februar | Anthony Theodore Lobo                     | pakistanischer Bischof                                                                               | 75    | santegidio.org                      |
| 18. Februar | Friedrich Löchner                         | deutscher Pädagoge, Autor und Schachspieler                                                          | 97    | heilbronner-schachverein.de         |
| 18. Februar | Matt Mattox                               | US-amerikanischer Tänzer                                                                             | 91    | westernboothill.blogspot.de         |
| 18. Februar | Gustaf Adolf Neumann                      | österreichischer Verleger und Journalist                                                             | ~89   | klosterneuburg1.at                  |
| 18. Februar | Otfried Preußler                          | deutscher Kinderbuchautor                                                                            | 89    | focus.de                            |
| 18. Februar | Pia Ruckenbrod                            | deutsche Handballspielerin                                                                           | 98    | www2-mannheimer-morgen.morgenweb.de |
| 18. Februar | Shayle Searle                             | neuseeländisch-US-amerikanischer Statistiker                                                         | 84    | news.cornell.edu                    |
| 18. Februar | Feisal Tanjung                            | indonesischer Militär und Politiker                                                                  | 73    | thejakartapost.com                  |
| 18. Februar | Otto Tomek                                | österreichischer Musikpublizist und Rundfunkredakteur                                                | 85    | www2.morgenweb.de                   |
| 18. Februar | Wilhelm H. Wacker                         | deutscher Wirtschaftswissenschaftler                                                                 | 81    | gt-trauer.de                        |
| 19. Februar | Armen Alchian                             | US-amerikanischer Wirtschaftswissenschaftler                                                         | 98    | blog.independent.org                |
| 19. Februar | Hans Heinrich Angermüller                 | deutscher Politikwissenschaftler                                                                     | 84    | [ 18 ]                              |
| 19. Februar | Raúl Ballefín                             | uruguayischer Basketballspieler, -trainer und Journalist                                             | 89    | web.archive.org                     |
| 19. Februar | Eva Bergh                                 | norwegische Schauspielerin                                                                           | 86    | dagbladet.no                        |
| 19. Februar | Antonio Cerdà Tarongí                     | spanischer Radrennfahrer                                                                             | 68    |                                     |
| 19. Februar | Joaquín Cordero                           | mexikanischer Schauspieler                                                                           | 90    | focus.de                            |
| 19. Februar | Chamsat Dschabrailow                      | sowjetischer Boxer                                                                                   | 56    | gudermes1.ru                        |
| 19. Februar | Giancarlo Durisch                         | Schweizer Architekt                                                                                  | 78    |                                     |
| 19. Februar | Kurt Felkl                                | deutscher Chirurg, Urologe und Sanitätsoffizier der Bundeswehr                                       | 94    | trauer.rhein-zeitung.de             |
| 19. Februar | Gerhard Frey                              | deutscher Politiker und Verleger                                                                     | 80    | [ 19 ]                              |
| 19. Februar | Jean-Marie Mérillon                       | französischer Botschafter                                                                            | 87    |                                     |
| 19. Februar | Lou Myers                                 | US-amerikanischer Schauspieler                                                                       | 77    | web.archive.org                     |
| 19. Februar | Manfred Niehaus                           | deutscher Komponist und Musikredakteur                                                               | 79    |                                     |
| 19. Februar | Park Chul-soo                             | südkoreanischer Filmregisseur                                                                        | 64    | nwww.koreaherald.com                |
| 19. Februar | Robert C. Richardson                      | US-amerikanischer Physiker                                                                           | 75    | dukechronicle.com                   |
| 19. Februar | Donald Richie                             | US-amerikanisch-japanischer Schriftsteller, Journalist und Kritiker                                  | 88    | doi:10.1080/10371397.2013.827306    |
| 19. Februar | Wilfried Sauermann                        | deutscher Schachspieler                                                                              | 73    | stuttgarter-schachfreunde.de        |
| 19. Februar | Hubert Schieth                            | deutscher Fußballspieler und Trainer                                                                 | 86    | web.archive.org                     |
| 19. Februar | Rudolf Stoiber                            | österreichischer Rundfunkkorrespondent                                                               | 87    | cba.fro.at                          |
| 19. Februar | René Taube                                | amerikanischer Literaturwissenschaftler österreichischer Abstammung, Emigrant                        | 93    |                                     |
| 19. Februar | Pedro Lisímaco Vílchez                    | nicaraguanischer Bischof                                                                             | 83    | rlp.com.ni                          |
| 19. Februar | Eugene Whelan                             | kanadischer Politiker                                                                                | 88    | torontosun.com                      |
| 19. Februar | Jane C. Wright                            | US-amerikanische Onkologin                                                                           | 93    | nytimes.com                         |
| 20. Februar | Tissy Bruns                               | deutsche Journalistin                                                                                | 62    | tagesspiegel.de                     |
| 20. Februar | Thomas Dormandy                           | britischer Mediziner                                                                                 | 86    | telegraph.co.uk                     |
| 20. Februar | Kenji Eno                                 | japanischer Musiker und Videospiel-Designer                                                          | 42    | kotaku.com                          |
| 20. Februar | Madalena Fragoso                          | portugiesische Publizistin                                                                           | 73    | diariodigital.sapo.pt               |
| 20. Februar | Wolfgang Loschelder                       | deutscher Rechtswissenschaftler                                                                      | 72    | pnn.de                              |
| 20. Februar | Antonio Roma                              | argentinischer Fußballspieler                                                                        | 80    | espndeportes.espn.go.com            |
| 20. Februar | Gunther Wolff                             | deutscher Forstwissenschaftler                                                                       | 83    | web.archive.org                     |
| 21. Februar | Mussa José Assis                          | brasilianischer Journalist                                                                           | 69    | gazetadopovo.com.br                 |
| 21. Februar | René Beaussant                            | französischer Admiral                                                                                | 85    | École navale                        |
| 21. Februar | Kenny Clutch                              | US-amerikanischer Rapper                                                                             | 27    | welt.de                             |
| 21. Februar | Raymond Cusick                            | britischer Produktionsdesigner                                                                       | 84    | bbc.co.uk                           |
| 21. Februar | Phil Darois                               | US-amerikanischer Jazzmusiker                                                                        | 93    | obits.nola.com                      |
| 21. Februar | Pierre-Marie Delfieux                     | französischer, römisch-katholischer Geistlicher und Gründer der Fraternités monastiques de Jérusalem | 78    | jerusalem.cef.fr                    |
| 21. Februar | Norbert Dorsey                            | US-amerikanischer Bischof                                                                            | 83    | cfnews13.com                        |
| 21. Februar | Alexei German                             | russischer Filmemacher                                                                               | 74    | telegraph.co.uk                     |
| 21. Februar | Bob Godfrey                               | britischer Animator, Filmproduzent und -regisseur                                                    | 92    | telegraph.co.uk                     |
| 21. Februar | Charlotte Gödicke                         | deutsche Lehrerin und Entwicklungshelferin                                                           | 80    | 3035.nibis.de                       |
| 21. Februar | Willi Gutmann                             | Schweizer Bildhauer und Gestalter                                                                    | 85    | [ 20 ]                              |
| 21. Februar | Werner Heise                              | deutscher Mathematiker                                                                               | 68    | sz-ms.vrsmedia-trauerportal.de      |
| 21. Februar | Karel Hoffmann                            | tschechoslowakischer Politiker                                                                       | 88    |                                     |
| 21. Februar | Magic Slim                                | US-amerikanischer Bluesmusiker                                                                       | 75    | t-online.de                         |
| 21. Februar | Bruce Millan                              | schottischer Politiker                                                                               | 85    | heraldscotland.com                  |
| 21. Februar | Alfons Rigott                             | italienischer Politiker                                                                              | 83    | trauerhilfe.it                      |
| 21. Februar | Werner Schenkel                           | deutscher Bauingenieur                                                                               | 75    | ask-eu.de                           |
| 21. Februar | Johann Schmölz                            | österreichischer Politiker                                                                           | 81    | parlament.gv.at                     |
| 21. Februar | Walter Sickert                            | deutscher Politiker und Gewerkschafter                                                               | 94    | rbb-online.de                       |
| 21. Februar | Gilbert Ziebura                           | deutscher Politikwissenschaftler                                                                     | 88    | sachsen-bretagne.com                |
| 21. Februar | Gerhard Zimmer                            | österreichischer Sportjournalist                                                                     | 74    | kleinezeitung.at                    |
| 22. Februar | Billy Barrix                              | US-amerikanischer Rockabilly- und Country-Musiker                                                    | 75    | treasurechess.wordpress.com         |
| 22. Februar | Behsat Üvez                               | türkischer Sänger, Komponist und Lehrer                                                              | 53    | jazzenzo.nl                         |
| 22. Februar | Ernst Breit                               | deutscher Gewerkschafter                                                                             | 88    | welt.de                             |
| 22. Februar | Hasse Jeppson                             | schwedischer Fußballspieler                                                                          | 87    | expressen.se                        |
| 22. Februar | Atje Keulen-Deelstra                      | niederländische Eisschnellläuferin                                                                   | 74    | nrc.nl                              |
| 22. Februar | Ava June                                  | britische Opernsängerin                                                                              | 81    | telegraph.co.uk                     |
| 22. Februar | Heino Kiik                                | estnischer Schriftsteller                                                                            | 85    | eesti.ca                            |
| 22. Februar | Jean-Louis Michon                         | französischer Islamwissenschaftler                                                                   | 88    |                                     |
| 22. Februar | Karl-Heinz Pütz                           | deutscher Musikverleger                                                                              | 58    | welt.de                             |
| 22. Februar | Édouard Salzborn                          | französischer Fußballspieler                                                                         | 85    | libramemoria.com                    |
| 22. Februar | Wolfgang Sawallisch                       | deutscher Dirigent und Pianist                                                                       | 89    | welt.de                             |
| 22. Februar | Egon Schlegel                             | deutscher Filmregisseur, Drehbuchautor und Schauspieler                                              | 74    | berliner-zeitung.de                 |
| 22. Februar | Abdelhamid Abou Zeid                      | algerischer Terrorist                                                                                | 48    | dailymail.co.uk                     |
| 22. Februar | Norma Zenteno                             | US-amerikanische Sängerin                                                                            | 60    | chron.com                           |
| 23. Februar | Edith Behleit                             | deutsche Schauspielerin                                                                              | 81    | sz-ms.vrsmedia-trauerportal.de      |
| 23. Februar | Eugene Bookhammer                         | US-amerikanischer Politiker                                                                          | 94    | legacy.com                          |
| 23. Februar | Gert-Ulrich Buurman                       | deutscher Pädagoge, Unternehmer und Internatsleiter                                                  | 76    | srvbhessen.de                       |
| 23. Februar | Carlos Dias                               | angolanischer Schauspieler                                                                           |       | jornaldeangola.sapo.ao              |
| 23. Februar | Hans-Eckhardt Gumlich                     | deutscher Physiker                                                                                   | 86    | pressestelle.tu-berlin.de           |
| 23. Februar | Christoph Hartung von Hartungen           | italienischer Historiker und Politiker                                                               | 58    | [ 21 ]                              |
| 23. Februar | Adolf Hasenstab                           | deutscher Fußballspieler                                                                             | 86    | tsv1860.de                          |
| 23. Februar | Adrian Aurel Hriţcu                       | rumänischer Bischof                                                                                  | 87    | oki-regensburg.de                   |
| 23. Februar | Alfred Klemm                              | deutscher Chemiker                                                                                   | 100   | mpic.de                             |
| 23. Februar | Pierre Mainil                             | belgischer Politiker                                                                                 | 88    | lanouvellegazette.be                |
| 23. Februar | Peter Nicolaisen                          | deutscher Anglist und Literaturwissenschaftler                                                       | 76    | trauer.shz.de                       |
| 23. Februar | Horst Niebuhr                             | deutscher Kommunalpolitiker                                                                          | 76    | archive.today                       |
| 23. Februar | José Gustavo Angel Ramírez                | kolumbianischer Bischof                                                                              | 78    | cec.org.co                          |
| 23. Februar | Julien Ries                               | belgischer Theologe und Kardinal                                                                     | 92    | standaard.be                        |
| 23. Februar | Maurice Rosy                              | belgischer Comicautor                                                                                | 85    | demorgen.be                         |
| 23. Februar | Sonny Russo                               | US-amerikanischer Jazzposaunist                                                                      | 83    | tributes.com                        |
| 23. Februar | Peter Zwick                               | Schweizer Politiker                                                                                  | 62    | basellandschaftlichezeitung.ch      |
| 24. Februar | Dave Charlton                             | südafrikanischer Rennfahrer                                                                          | 76    | iol.co.za                           |
| 24. Februar | Rolf Gerich                               | deutscher Kommunalpolitiker                                                                          | 84    | schwaebische.de                     |
| 24. Februar | Ib Hansen                                 | dänischer Opernsänger und Schauspieler                                                               | 84    | politiken.dk                        |
| 24. Februar | Michael Lenz                              | deutscher Schauspieler                                                                               | 82    | swp.de                              |
| 24. Februar | Werner Möhl                               | deutscher Kommunalpolitiker                                                                          | 85    | siegener-zeitung.de                 |
| 24. Februar | Olivier Voisin                            | französischer Fotojournalist                                                                         | 38    | tv5.org                             |
| 24. Februar | Dick Yelvington                           | US-amerikanischer American-Football-Spieler                                                          | 84    | findagrave.com                      |
| 25. Februar | Luiz Baccelli                             | brasilianischer Schauspieler                                                                         | 69    | cinema10.com.br                     |
| 25. Februar | Allan B. Calhamer                         | US-amerikanischer Spieleautor                                                                        | 81    | chicagotribune.com                  |
| 25. Februar | C. Everett Koop                           | US-amerikanischer Chirurg                                                                            | 96    | nytimes.com                         |
| 25. Februar | Lina Mittner                              | Schweizer Skirennfahrerin                                                                            | 94    | lauberhorn.ch                       |
| 25. Februar | Carmen Montejo                            | mexikanische Schauspielerin                                                                          | 87    | novelasyseries.univision.com        |
| 25. Februar | Doris Müller                              | deutsche Leichtathletin                                                                              | 78    | [ 22 ]                              |
| 25. Februar | Ray O’Connor                              | australischer Politiker                                                                              | 86    | news.smh.com.au                     |
| 25. Februar | Chief Joseph Olayiwola Afolabi            | nigerianischer Musikproduzent                                                                        | 80    | pmnewsnigeria.com                   |
| 25. Februar | Willy Rizzo                               | italienisch-französischer Fotograf                                                                   | 84    | focus.de                            |
| 25. Februar | Liviu Tudor Samuilă                       | rumänischer Journalist und Schriftsteller                                                            | 71    | mediafax.ro                         |
| 25. Februar | Mykolas Sluckis                           | litauischer Schriftsteller                                                                           | 84    | delfi.lt                            |
| 25. Februar | Karlheinz Summerer                        | deutscher Pfarrer                                                                                    | 78    | dosb.de                             |
| 25. Februar | Dan Toler                                 | US-amerikanischer Gitarrist                                                                          | 64    | ticketsarasota.com                  |
| 25. Februar | Đuro Utješanović                          | jugoslawischer bzw. kroatischer Schauspieler                                                         | 72    | siol.net                            |
| 25. Februar | Milan Velimirović                         | serbischer Schachkomponist und -publizist                                                            | 60    | chessdom.com                        |
| 25. Februar | Wolfgang Müller                           | deutscher Fußballspieler und -trainer                                                                | 77    | archive.today                       |
| 26. Februar | Marie-Claire Alain                        | französische Organistin und Musikpädagogin                                                           | 86    | orgelnieuws.nl                      |
| 26. Februar | Giovanni D’Ascenzi                        | italienischer Bischof                                                                                | 93    | arezzooggi.net                      |
| 26. Februar | Gugu Dupuis                               | Schweizer Jazztrompeter                                                                              | 95    | fonoteca.ch                         |
| 26. Februar | Herbert Flugelman                         | australischer Künstler                                                                               | 90    | heraldsun.com.au                    |
| 26. Februar | Pankraz Fried                             | deutscher Historiker                                                                                 | 81    | augsburger-allgemeine.de            |
| 26. Februar | Georg Geist                               | deutscher Journalist, Autor, Verwaltungsbeamter und Politiker                                        | 90    | ksta.de                             |
| 26. Februar | Adrian S. Hollis                          | britischer Altphilologe und Schachspieler                                                            | 72    | englishchess.org.uk                 |
| 26. Februar | Johann Heinrich Holzner                   | österreichischer Pathologe                                                                           | 88    | pathology.at                        |
| 26. Februar | Günther Kollmar                           | deutscher Brauereiunternehmer                                                                        | 75    | handelsblatt.com                    |
| 26. Februar | Ernst-Wolfgang Moebius                    | deutscher Mediziner, Verkehrs- und Motorsportlobbyist                                                | 93    | web.archive.org                     |
| 26. Februar | Xaver Reichmuth                           | Schweizer Politiker                                                                                  | 81    | suedostschweiz.ch                   |
| 26. Februar | Béla Tarczai                              | ungarischer Fotokünstler                                                                             | 90    | bela.tarczai.hu                     |
| 26. Februar | Dobrivoje Trivić                          | jugoslawischer Fußballspieler                                                                        | 69    | b92.net                             |
| 27. Februar | Alexander Adrion                          | deutscher Zauberkünstler                                                                             | 89    | faz.net                             |
| 27. Februar | John Annuss                               | lettischer Maler und Fotograf                                                                        | 77    | laikraksts.com                      |
| 27. Februar | María Asquerino                           | spanische Schauspielerin                                                                             | 87    | libertaddigital.com                 |
| 27. Februar | Henri Caillavet                           | französischer Politiker                                                                              | 99    | lefigaro.fr                         |
| 27. Februar | Van Cliburn                               | US-amerikanischer Pianist                                                                            | 78    | dallasnews.com                      |
| 27. Februar | Ramon Dekkers                             | niederländischer Thaiboxer                                                                           | 43    | omroepbrabant.nl                    |
| 27. Februar | David Dewaele                             | französischer Schauspieler                                                                           | 36    | newwavefilms.co.uk (PDF; 363 kB)    |
| 27. Februar | Friedrich Dieckell                        | deutscher Unternehmer                                                                                | 81    | bremerhaven.de                      |
| 27. Februar | Stéphane Hessel                           | französischer Widerstandskämpfer, Diplomat und Autor                                                 | 95    |                                     |
| 27. Februar | Molly Lefebure                            | britische Schriftstellerin                                                                           | 93    | telegraph.co.uk                     |
| 27. Februar | Dale Robertson                            | US-amerikanischer Schauspieler                                                                       | 89    | nytimes.com                         |
| 27. Februar | Paul Schnitker                            | deutscher Unternehmer, Funktionär und Politiker                                                      | 86    | wn.de                               |
| 27. Februar | Marina Schulz                             | deutsche Ingenieurin und Prodekanin                                                                  | 52    | uni-weimar.de                       |
| 27. Februar | Adam Strange                              | neuseeländischer TV- und Filmregisseur                                                               | 46    | derstandard.at                      |
| 27. Februar | Richard Street                            | US-amerikanischer Sänger                                                                             | 70    | derstandard.at                      |
| 27. Februar | Günter Wolf                               | deutscher Geheimdienstler                                                                            | 86    | bundesstiftung-aufarbeitung.de      |
| 27. Februar | Imants Ziedonis                           | lettischer Dichter und Schriftsteller                                                                | 79    | focus.de                            |
| 28. Februar | William Bennett                           | US-amerikanischer Oboist                                                                             | 56    | sfgate.com                          |
| 28. Februar | Friedrich Böhm                            | deutscher Ingenieur und Hochschullehrer                                                              | 82    | memoria-vestri.org                  |
| 28. Februar | Theo Bos                                  | niederländischer Fußballspieler und -trainer                                                         | 47    | vitesse.nl                          |
| 28. Februar | Rainer Conrad                             | deutscher Jurist                                                                                     | 72    | trauer.sueddeutsche.de              |
| 28. Februar | Daniel Darc                               | französischer Sänger und Komponist                                                                   | 53    |                                     |
| 28. Februar | Paul Walter Fürst                         | österreichischer Musiker und Komponist                                                               | 86    | derstandard.at                      |
| 28. Februar | Donald Arthur Glaser                      | US-amerikanischer Physiker                                                                           | 86    | newscenter.berkeley.edu             |
| 28. Februar | Thomas P. Harlan                          | US-amerikanischer Dendrochronologe                                                                   | 78    | bioone.org                          |
| 28. Februar | Jean Honoré                               | französischer Kardinal                                                                               | 92    | press.vatican.va                    |
| 28. Februar | Karlheinz Klüter                          | deutscher Jazzfotograf und -veranstalter                                                             | 78    | derwesten.de                        |
| 28. Februar | Wassili Kusischtschin                     | sowjetischer bzw. russischer Historiker                                                              | 82    | web.archive.org                     |
| 28. Februar | Peter Lenhart                             | deutscher Sportarzt                                                                                  | 77    | dosb.de                             |
| 28. Februar | Slobodan Pavlović                         | serbischer Journalist                                                                                | 72    | glassrpske.com                      |
| 28. Februar | Bruce Reynolds                            | britischer Posträuber                                                                                | 81    | sueddeutsche.de                     |
| 28. Februar | Eigo Satō                                 | japanischer Freestyle-Motocrosspilot                                                                 | 34    | motorsport-magazin.com              |
| 28. Februar | Armando Trovajoli                         | italienischer Pianist und Filmkomponist                                                              | 95    |                                     |
| 28. Februar | Gerrit Vreeken                            | niederländischer Fußballspieler                                                                      | 90    | [ 23 ]                              |
| 28. Februar | Robert Weimar                             | deutscher Rechtswissenschaftler und Psychologe                                                       | 80    | [ 24 ]                              |
| 28. Februar | Julian Woronowskyj                        | ukrainischer Bischof                                                                                 | 76    | risu.org.ua                         |